# Scandalo delle carceri d'oro

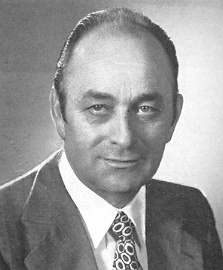
Franco Nicolazzi, esponente del PSDI, ministro dei lavori pubblici quasi ininterrottamente dal 1979 al 1987.

Lo scandalo delle carceri d'oro è stato uno scandalo politico italiano iniziato nella primavera del 1988 e che colpì in particolare il PSDI e il suo segretario Franco Nicolazzi.

## Storia

### Il "piano carceri"
A inizio degli anni '70 il legislatore italiano decide di voler intervenire sulle carceri, costruendone di nuove, più capienti, spaziose e moderne. Viene promulgata la legge n. 1133/1971 (il cosiddetto "piano carceri"), la prima legge organica in tal senso e la cui attuazione era prevista a partire dall'anno successivo.
A cavallo tra gli anni '70 e '80 il PSDI era un partito molto legato ai lavori pubblici e Franco Nicolazzi ne era stato a capo del relativo Ministero dal 1979 al 1987. Nicolazzi stesso emanò negli anni al dicastero vari decreti (chiamati solitamente dalla stampa "decreto Nicolazzi"), i quali imponevano continui miglioramenti a ogni tipo di progetto edilizio, contribuendo ad aumentarne continuamente i costi: in particolare il "piano Nicolazzi" del marzo 1987 per la costruzione di 13 nuove carceri riceve l'attenzione crescente da parte del Consiglio di Stato per varie irregolarità.
Un'approfondita inchiesta della Corte dei conti dell'inizio del 1988 - chiesta dal governo per conto di una commissione d'inchiesta parlamentare - evidenziò come il "piano carceri" in 15 anni avesse portato alla costruzione completa solo di 40 nuove opere carcerarie su oltre 130 previste (altre 35 erano in costruzione, una decina in corso di finanziamento, mentre un'altra ventina erano state scartate), il tutto a fronte di oltre 3.300 miliardi di lire di spesa (su 4.800 miliardi stanziati fino ad allora complessivamente).

### Lo scandalo e l'inchiesta
La magistratura - nelle vesti del giudice istruttore Antonio Lombardi - stava già indagando da qualche tempo sulle "carceri d'oro" e altre 'costruzioni d'oro' (nel novembre 1987 si era svolto il referendum per abrogare la commissione inquirente per il trattamento dei reati ministeriali, proprio in relazione ai vari scandali che stavano emergendo negli ultimi tempi), lo scandalo divampò il 27 febbraio 1988 quando, a seguito della decisione della procura di Genova di trasmettere un nuovo fascicolo sull'inchiesta contro i ministri Nicolazzi e Clelio Darida agli inquirenti, il dirigente Gabriele Di Palma (il vice di Nicolazzi al dicastero dei Lavori Pubblici) tentò di fuggire in Svizzera per evitare altri interrogatori e un possibile arresto.
Lo scandalo si allargò rapidamente già in pochi giorni (tanto che diverse procure fecero a gara per intestarsi l'inchiesta) e Nicolazzi stesso fu costretto ad immediate dimissioni. Emerse anche la responsabilità molto importante di un architetto, Bruno De Mico, e della sua società (la Co.De.Mi) e di altre persone collegate a Nicolazzi mediante varie società che appaltavano la costruzione delle carceri e di altre strutture ancora.
La commissione inquirente aveva inizialmente deciso di far processare Darida e Nicolazzi già a luglio, ma nei mesi successivi vi furono ulteriori sviluppi sull'impresario-architetto De Mico e diverse svolte nelle indagini.
Nel marzo 1991 viene definitivamente deciso il rinvio a giudizio di Nicolazzi e Di Palma da parte del Tribunale dei ministri, per una tangente di due miliardi ricevuta dall'impresario De Mico.

#### Il processo
Durante il processo vero e proprio, gli imputati principali scelsero il rito abbreviato, mentre quelli minori il rito ordinario.
Nicolazzi venne infine condannato nel dicembre 1992 a 2 anni e 8 mesi di carcere (con 2 anni condonati e pene accessorie annullate).
Il processo giudiziario principale si chiuse nel febbraio 1994 con i 15 imputati rimasti tutti condannati, con una sentenza che sarebbe poi servita nella coeva inchiesta di Mani pulite, all'epoca in pieno svolgimento dibattimentale.

### Il dibattito sullecarceri d'oronegli anni 2000
Verso la fine degli anni 2000 la questione delle carceri d'oro torna all'attenzione del pubblico, per via di una serie di inchieste giornalistiche sul sovraffollamento delle carceri italiane: emerge in particolare che le carceri costruite durante gli anni '80 (le ultime realizzate in Italia) non erano state usate, nonostante fossero state ultimate e con piccole ultimazioni potessero essere usate prontamente per risolvere il sovraffollamento carcerario stesso.
La stessa espressione "carceri d'oro" viene usata negli ultimi anni in forma rinnovata per indicare nuovi scandali di appalti per opere carcerarie truccati e sovrastimati.

## Nella cultura di massa
- La canzone Carceri d'oro nell'album Cielo duro degli Squallor del 1988.
- Un passaggio del testo della celebre canzone Don Raffaè di Fabrizio De Andrè, del 1990, cita le carceri d'oro.